# Macropodus lineatus
Macropodus lineatus är en fiskart som beskrevs av Nguyen, Ngo och Nguyen 2005. Macropodus lineatus ingår i släktet Macropodus och familjen Osphronemidae. Inga underarter finns listade i Catalogue of Life.